# Microlestes linearis
Microlestes linearis är en skalbaggsart som beskrevs av Leconte. Microlestes linearis ingår i släktet Microlestes och familjen jordlöpare. Inga underarter finns listade i Catalogue of Life.